# Graeffea inconspicua
Graeffea inconspicua är en insektsart som beskrevs av Pylnov 1911. Graeffea inconspicua ingår i släktet Graeffea och familjen Phasmatidae. Inga underarter finns listade i Catalogue of Life.